# Janusz Edmund Zimniak

Bischofswappen von Janusz Edmund Zimniak

Janusz Edmund Zimniak (* 6. September 1933 in Tychy; † 24. Mai 2024 in Bielsko-Biała) war ein polnischer römisch-katholischer Geistlicher und Weihbischof in Bielsko-Żywiec.

## Leben
Janusz Edmund Zimniak wurde in Tychy geboren. 1935 zog seine Familie nach Mysłowice. Ab 1945 besuchte er das dortige Tadeusz-Kościuszko-Gymnasium, an dem er 1951 das Abitur erlangte. Von 1951 bis 1956 studierte er Philosophie und Katholische Theologie am Priesterseminar in Krakau und an der Theologischen Fakultät der Jagiellonen-Universität. Der Apostolische Administrator von Oppeln, Franciszek Jop, weihte ihn zum Subdiakon und zum Diakon. Am 9. September 1956 empfing er in der Christkönigskathedrale in Kattowitz durch den Weihbischof in Kielce, Franciszek Sonik, das Sakrament der Priesterweihe für das Bistum Kattowitz.
Zimniak war nach der Priesterweihe als Pfarrvikar in Jejkowice (1956–1957) sowie in den Pfarreien Hl. Dreifaltigkeit in Bielsko (1957–1961) und Hl. Apostel Paulus in Pawłów (1961–1963) tätig, bevor er Seelsorger in Drutarnia und Brusiek sowie Rektor der Kirche St. Johannes Baptist in Brusiek wurde. Nachdem er 1966 kurzzeitig als Pfarrvikar der Pfarrei St. Bartholomäus in Bieruń Stary gewirkt hatte, wurde er im November desselben Jahres Verantwortlicher für den Religionsunterricht und die Katechese im Bistum Kattowitz sowie Diözesanseelsorger für die jungen Männer. 1969 wurde er für weiterführende Studien nach Belgien entsandt, wo er 1972 am Institut Lumen Vitae in Brüssel mit der Arbeit Katecheza i jej język („Die Katechese und ihre Sprache“) ein Lizenziat erwarb. Nach der Rückkehr in seine Heimat war Zimniak von 1973 bis 1977 erneut für den Religionsunterricht und die Katechese im Bistum zuständig. Daneben lehrte er Katechetik, Pädagogik und Entwicklungspsychologie am Priesterseminar in Krakau und am Katechetenausbildungszentrum in Kattowitz. Ferner fungierte er von 1973 bis 1975 als Sekretär der ersten Diözesansynode des Bistums Kattowitz und ab 1974 als Berater für Katechetik in der Redaktion der Zeitschrift Gościa Niedzielny. Überdies wirkte er 1975 bei der Vorbereitung des Provinzialkonzils der Krakauer Kirchenprovinz mit. In den 1970er Jahren organisierte er außerdem Einkehrtage für Abiturienten und Besinnungstage für Katecheten und Lehrer. 1977 setzte Zimniak seine Studien am Pastoralinstitut der Katholischen Universität Lublin fort und wurde 1979 bei Mieczysław Majewski mit der Arbeit Katecheza rodzinna w twórczości Pierre Ranweza („Die Familienkatechese in den Werken von Pierre Ranwez“) zum Doktor der Theologie im Fach Pastoraltheologie promoviert. Ab 1979 war er Subregens des Priesterseminars in Krakau.
Papst Johannes Paul II. ernannte ihn am 25. September 1980 zum Titularbischof von Polinianum und zum Weihbischof in Kattowitz. Der Bischof von Kattowitz, Herbert Bednorz, spendete ihm am 4. November desselben Jahres in der Christkönigskathedrale in Kattowitz die Bischofsweihe; Mitkonsekratoren waren die Kattowitzer Weihbischöfe Józef Benedykt Kurpas und Czesław Domin. Sein Wahlspruch Evangelizari et evangelizare („Evangelisiert werden und evangelisieren“) stammt aus Lk 4,18 . Als Weihbischof war Zimniak zudem Generalvikar des Bistums Kattowitz. Außerdem leitete er in der Diözesankurie die Abteilung für christliche Bildung. Darüber hinaus gehörte er dem Priesterrat, dem Konsultorenkollegium und dem Diözesanvermögensverwaltungsrat des Bistums an. 1981 wirkte er gemeinsam mit den Bischöfen Bronisław Dąbrowski FDP und Czesław Domin als Vermittler während des Generalstreiks der Gewerkschaft Solidarność im Beskidenvorland.
Mit der Gründung des Bistums Bielsko-Żywiec am 25. März 1992 wurde Zimniak zum Weihbischof in Bielsko-Żywiec ernannt. Zusätzlich wirkte er als Generalvikar des Bistums Bielsko-Żywiec. Ferner leitete er das Organisationskomitee für den Besuch von Papst Johannes Paul II. im Bistum Bielsko-Żywiec während seiner apostolischen Reise im Jahr 1995. 2008 erhielt Zimniak die Medaille der Kommission für Nationale Bildung.
In der Polnischen Bischofskonferenz war Zimniak zudem Delegierter für die Jugendpastoral und stellvertretender Vorsitzender der Kommission für die Katechese. Darüber hinaus gehörte er den Kommissionen für das Laienapostolat und für die Jugendpastoral an.
Am 16. Januar 2010 nahm Papst Benedikt XVI. das altersbedingte Rücktrittsgesuch von Janusz Edmund Zimniak an. Zimniak starb im Mai 2024 im Regionalkrankenhaus in Bielsko-Biała.